# Pseudocalotes kakhienensis
Espèce
Synonymes
- Oriocalotes kakhienensis Anderson, 1879
- Calotes feae Boulenger, 1888
- Salea brachydactyla Rendahl, 1937

Pseudocalotes kakhienensis est une espèce de sauriens de la famille des Agamidae.

## Répartition
Cette espèce se rencontre en Inde, en Birmanie, en Thaïlande et au Yunnan en République populaire de Chine.

## Étymologie
Son nom d'espèce, composé de kakhien et du suffixe latin -ensis, « qui vit dans, qui habite », lui a été donné en référence au lieu de sa découverte, les Kakhyen Hills.

## Publication originale
- Anderson, 1879 "1878" : Anatomical and Zoological Researches: Comprising an Account of the Zoological Results of the Two Expeditions to Western Yunnan in 1868 and 1875; and a Monograph of the Two Cetacean Genera Platanista and Orcella, London, Bernard Quaritch vol. 1 (texte intégral) et vol. 2 (texte intégral).